# اووک آیلند (کارولینای شمالی)
اووک آیلند (به انگلیسی: Oak Island) شهری در ایالت کارولینای شمالی کشور ایالات متحده آمریکا است که جمعیت آن در سرشماری سال ۲۰۱۰ میلادی، ۶٬۷۸۳ نفر بوده‌است.